# Internet en la República Popular China
El Internet en la República Popular China inició en el año 1989 y de forma permanente desde el 20 de abril de 1994. Aunque con acceso limitado. En 2008, China continental se convirtió en el país con mayor población en Internet y lo sigue siendo desde entonces. A julio de 2016, 730.723.960 personas (53,2% de la población total del país) eran usuarios de Internet. La primera incursión de China en el ciberespacio mundial fue un correo electrónico (no basado en TCP / IP y por lo tanto, técnicamente no en Internet) enviado el 20 de septiembre de 1987 al Instituto de Tecnología de Karlsruhe. Decía: «Al otro lado de la Gran Muralla, podemos llegar a todos los rincones del mundo» (chino simplificado: 越过 长城 ， 走向 世界; chino tradicional: 越過 長城 ， 走向 世界; pinyin: Yuèguò Chángchéng, Zǒuxiàng Shìjiè). Desde entonces, esto se ha convertido en una frase muy conocida en China y se muestra en la pantalla de inicio de sesión del escritorio para el correo QQ.

## Desarrollo

Tasas de penetración de Internet en China en el contexto de Asia oriental y el sudeste asiático, 1995-2012

China tenía 618 millones de usuarios de Internet a fines de diciembre de 2013, un aumento del 9,5 por ciento con respecto al año anterior y una tasa de penetración del 45,8 por ciento. A junio de 2014, había 632 millones de usuarios de Internet en el país y una tasa de penetración del 46,9%. El número de usuarios que utilizan dispositivos móviles para acceder a Internet superó a los que utilizan PC (83,4% y 80,9%, respectivamente). China reemplazó a EE. UU. En su liderazgo mundial en términos de ancho de banda de telecomunicaciones instalado en 2011. Para 2014, China alberga más del doble del potencial de ancho de banda nacional que EE. UU., El líder histórico en términos de ancho de banda de telecomunicaciones instalado (China: 29% frente a EE. UU. 13% del total mundial). En marzo de 2017, hay alrededor de 700 millones de usuarios de Internet chinos y muchos de ellos tienen una conexión a Internet de alta velocidad. La mayoría de los usuarios vive en zonas urbanas, pero al menos 178 millones de usuarios residen en localidades rurales.
La mayoría de los suscriptores de banda ancha son DSL, principalmente de China Telecom y China Netcom. El precio varía en las distintas provincias, normalmente entre 5 y 20 dólares al mes por un ADSL / fibra de 4 a 100 millones (el precio varía según la región geográfica).]
En junio de 2011, los usuarios de Internet chinos pasaban un promedio de 18,7 horas en línea por semana, lo que daría lugar a un total de aproximadamente 472 mil millones de horas en 2011. 
La banda ancha constituye la mayoría de las conexiones a Internet en China, con 363,81 millones de usuarios en este nivel de servicio. El precio de una conexión de banda ancha la coloca al alcance de la clase media de China continental. La tecnología inalámbrica, especialmente el acceso a Internet a través de un teléfono móvil, se ha desarrollado rápidamente. 500 millones acceden a Internet a través de teléfonos móviles. 
El número de usuarios de acceso telefónico alcanzó su punto máximo en 2004 y desde entonces ha disminuido drásticamente. En general, las estadísticas sobre el número de usuarios de Internet móvil en China muestran una caída significativa en la tasa de crecimiento entre 2008 y 2010, con un pequeño pico en los próximos dos años. 
A finales de 2009, el número de sitios web nacionales chinos aumentó a 3,23 millones, con una tasa de aumento anual del 12,3 por ciento, según el Ministerio de Industria y Tecnología de la Información. A partir del primer semestre de 2010, la mayor parte del contenido web es generado por los usuarios.

## Estructura
Una característica importante de Internet en China es que las rutas de acceso en línea son propiedad del gobierno de la República Popular China, y las empresas privadas y los particulares solo pueden alquilar ancho de banda al Estado. Las primeras cuatro redes nacionales importantes, a saber, CSTNET, ChinaNet, CERNET y CHINAGBN, son la «columna vertebral» de Internet en China continental. Posteriormente, los proveedores de telecomunicaciones dominantes también comenzaron a proporcionar servicios de Internet. En enero de 2015, China agregó siete nuevos puntos de acceso a la red troncal de Internet del mundo, lo que se suma a los tres puntos que conectan a través de Pekín, Shanghái y Cantón. Los servicios públicos de Internet suelen ser proporcionados por empresas de telecomunicaciones provinciales, que a veces se comercializan entre redes. Los proveedores de servicios de Internet sin una red nacional no podrían competir con su proveedor de ancho de banda, las empresas de telecomunicaciones, y con frecuencia se quedan sin negocio. La interconexión entre estas redes es una gran preocupación para los usuarios de Internet, ya que el tráfico de Internet a través de Internet global es bastante lento. Sin embargo, los principales proveedores de servicios de Internet son reacios a ayudar a sus rivales.

## Privacidad

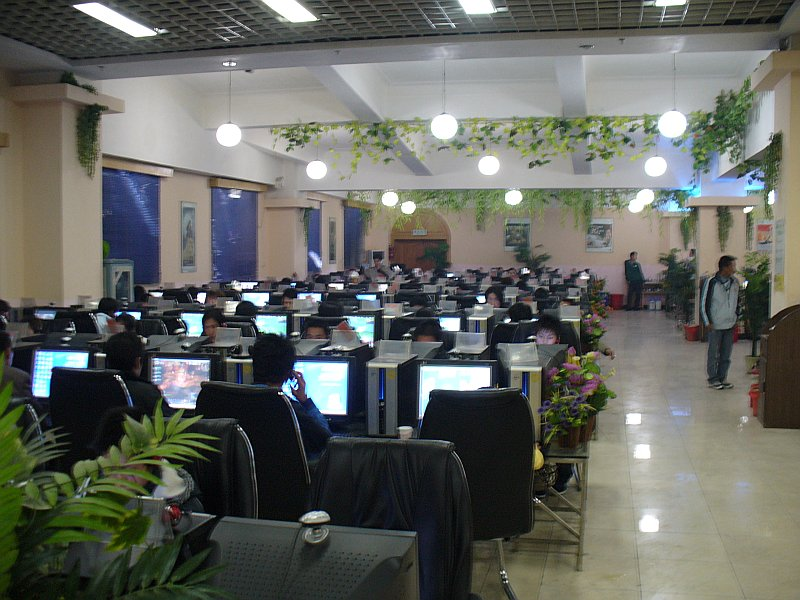
Cafetería de internet en Lijiang Ciudad

El informe del Centro de Información de la Red de Internet de China (CNNIC) de enero de 2013 afirma que el 56% de los usuarios de Internet eran hombres y el 44% mujeres, y expresa otros datos basados en sesenta mil encuestas.
La mayoría de los usuarios de Internet chinos tienen restringido su uso de Internet a sitios web chinos, ya que la mayoría de la población carece de conocimientos de idiomas extranjeros y de acceso a Google o Wikipedia. Los medios de comunicación en idioma inglés en China a menudo usan la palabra «internauta» para referirse a los usuarios de Internet chinos.

## Contenido
Según Kaiser Kuo, el internet en China se utiliza en gran medida con fines de entretenimiento, y se la denomina «superautopista del entretenimiento». Sin embargo, también sirve como el primer foro público para que los ciudadanos chinos intercambien libremente sus ideas.  La mayoría de los usuarios se conectan a Internet para leer noticias, buscar información y consultar su correo electrónico. También van a BBS o foros web, buscan música o videos, o descargan archivos.

### Proveedores de contenido
Los portales web de información y entretenimiento en chino como Tencent, Sina.com, Sohu y 163.com son populares. Por ejemplo, Sina afirma que tiene alrededor de 94,8 millones de usuarios registrados y más de 10 millones de usuarios activos que participan en sus servicios de pago. Otros proveedores de servicios de Internet, como el proveedor de servicios de recursos humanos 51job, y los sitios web de comercio electrónico, como Alibaba.com, son menos populares pero tienen más éxito en su especialidad. Su éxito llevó a algunos de ellos a hacer OPI.
Todos los sitios web que operan en China con su propio nombre de dominio deben tener una licencia ICP del Ministerio de Industria y Tecnología de la Información. Debido a que el gobierno de la República Popular China bloquea muchos sitios web extranjeros, han aparecido muchos imitadores de sitios web extranjeros. 
El más generalmente utilizado tercer-pago de partido es Alipay, Tenpay, Huanxun, Epro, dinero rápido, banca on-line, y cuando un mercader on-line independiente o un sitio web con servicios de pago, la mayoría de elección común es nada  más de Alipay, Huanxun pago, Epro pago, dinero rápido estos cuatro. Cuando de enero de 2015, Alipay, poseído por Alibaba el grupo tiene 600 millones de cuentas de usuarios y tiene el grupo de usuario más grande entre todos proveedores de pago on-line.
En 2009, China es el mercado más grande de juegos en línea. El país tiene 368 millones de usuarios de Internet que juegan juegos en línea y la industria valía 13.500 millones de dólares en 2013. El 73% de los jugadores son hombres, el 27% son mujeres.

### Motores de búsqueda
| China  | Motores de búsquedas (%) |
| ------ | ------------------------ |
| Baidu  | 63.16                    |
| 360    | 18.23                    |
| Sogou  | 10.35                    |
| Soso   | 3.62                     |
| Google | 2.88                     |
| Bing   | 0.57                     |
| Yahoo  | 0.48                     |
| Youdao | 0.16                     |
| other  | 0.09                     |

Baidu es el motor de búsqueda líder en China, mientras que la mayoría de los portales web también brindan oportunidades de búsqueda como Soso.com. Bing China también ha entrado en el mercado chino. Bing.cn también opera las funciones de búsqueda de Yahoo en China. A partir de 2015, Google se limitó a no tener presencia en China. Antes de 2014, los empleados de Google en China estaban vinculados a Google Hong Kong desde su página google.cn debido a un problema con los piratas informáticos que, según los informes, tenían su sede en China continental. A partir del 4 de junio de 2014, Google quedó oficialmente bloqueado sin el uso de una red privada virtual (VPN), un efecto que sigue vigente hasta la fecha.

### Comunidades online
Aunque los chinos escriben menos correos electrónicos, disfrutan de otras herramientas de comunicación en línea. Los usuarios forman sus comunidades en función de diferentes intereses. Los tablones de anuncios en portales o en otros lugares, salas de chat, grupos de mensajería instantánea, blogs y microblogs son muy activos, mientras que los sitios para compartir fotos y redes sociales están creciendo rápidamente. Algunas wikis como Soso Baike y Baidu Baike están "floreciendo". Hasta 2008 no se podía acceder a la Wikipedia china desde China continental. Desde 2008, el gobierno solo bloquea ciertas páginas en Wikipedia que consideran que contienen contenido controvertido.

### Redes sociales
China es uno de los países más restringidos del mundo en términos de Internet, pero estas restricciones han contribuido directamente al asombroso éxito de los sitios de redes sociales chinos locales. El gobierno chino hace imposible que las empresas extranjeras ingresen a la red social china. Sin acceso a la mayoría de las plataformas de redes sociales utilizadas en otras partes del mundo, los chinos han creado sus propias redes, como Facebook, Myspace, YouTube y Foursquare, pero con más usuarios, por lo que todas las empresas globales prestan atención a estos sitios.  Algunos medios sociales chinos famosos son Sina Weibo, Tencent Weibo, Renren, Pengyou, QQ, Douban, etc. Y en los últimos años, el uso de WeChat se ha vuelto cada vez más popular entre la gente en China.

### Contenido para adulto
Aunque las restricciones sobre la pornografía siguen siendo fuertes, varios blogs de orientación sexual comenzaron a aparecer a principios de 2004. Las mujeres que usaban los alias web Muzi Mei (木子美) y Zhuying Qingtong (竹影 青 瞳) escribieron diarios en línea de sus vidas sexuales y se convirtieron en celebridades menores. Esto fue ampliamente informado y criticado en los medios de comunicación de China continental, y varios de los sitios de estos blogueros han sido bloqueados desde entonces, y lo siguen siendo hasta el día de hoy. Esto coincidió con una moda de fotografía artística de desnudos (incluido un libro autoeditado por la bailarina Tang Jiali) y la aparición de fotos de mujeres mínimamente vestidas o incluso fotos en topless en algunos periódicos, revistas y sitios web chinos. Muchos sitios de citas y "chat para adultos", tanto chinos como extranjeros, han sido bloqueados. Algunos, sin embargo, siguen siendo accesibles, aunque esto parece deberse más a la ignorancia de su existencia por parte del gobierno chino que a una política particular de indulgencia.

### Censura
El Proyecto Escudo Dorado fue propuesto al Consejo de Estado por el primer ministro Zhu Rongji en 1993. Como sistema masivo de vigilancia y control de contenido, se lanzó en noviembre de 2000 y se conoció como el Gran Cortafuegos de China. El aparato de control de Internet de China se considera más extenso y más avanzado que en cualquier otro país del mundo. Las autoridades gubernamentales no solo bloquean el contenido del sitio web, sino que también controlan el acceso a Internet de las personas; tales medidas han atraído el apodo burlón de "El Gran Cortafuegos de China". Sin embargo, existen algunos métodos para eludir la censura mediante el uso de servidores proxy fuera del firewall. Los usuarios pueden eludir toda la censura y el monitoreo del Gran Cortafuegos si tienen un método de conexión VPN o SSH seguro a una computadora fuera de China continental. Se ha informado de interrupciones de los servicios VPN y muchos de los servicios gratuitos o populares ahora están bloqueados. El 29 de julio de 2017, Apple cumplió con una orden del gobierno chino de eliminar todas las aplicaciones de VPN de su App Store que no fueron aprobadas previamente por el gobierno. Se utilizan diferentes métodos para bloquear determinados sitios web o páginas, incluido el envenenamiento del DNS, el bloqueo del acceso a las direcciones IP, el análisis y el filtrado de URL, la inspección de los paquetes de filtrado y el restablecimiento de las conexiones.

### Memes
Las 10 criaturas míticas de Baidu, inicialmente un engaño humorístico, se convirtió en un meme de Internet popular y generalizado en China. Según los informes, estos diez engaños se originaron en respuesta a la creciente censura en línea y se han convertido en un ícono de la resistencia de los usuarios de Internet chinos.
La Administración Estatal de Prensa, Publicaciones, Radio, Cine y Televisión emitió una directiva el 30 de marzo de 2009 para destacar 31 categorías de contenido prohibido en línea, incluida la violencia, la pornografía y el contenido que puede "incitar a la discriminación étnica o socavar la estabilidad social". Muchos usuarios chinos de Internet creen que la instrucción sigue a la vergüenza oficial por el "Caballo de barro de hierba" y el "Cangrejo de río". Los observadores de la industria creen que la medida fue diseñada para detener la propagación de parodias u otros comentarios sobre temas políticamente delicados en el período previo al aniversario de las protestas del 4 de junio en la Plaza de Tiananmen.